# Byron Cowart
Byron Cowart (Seffner, Florida, 20 de mayo de 1996) es un jugador profesional estadounidense de fútbol americano que se desempeña en la posición de defensive tackle en Chicago Bears, equipo de la National Football League (NFL).

## Carrera
Fue seleccionado en la quinta ronda en la Reunión Anual de Selección de Jugadores de la NFL de 2019. Hizo su debut profesional con el equipo New England Patriots, en el cual jugó dos temporadas (2019-2021), después pasó a Indianapolis Colts (2022-2023), luego a Houston Texans (2023-2024), posteriormente a Chicago Bears, donde lleva jugando una temporada.